# Newburg (Wisconsin)
Newburg é uma vila localizada no estado norte-americano de Wisconsin, no Condado de Ozaukee e Condado de Washington.

## Demografia
Segundo o censo norte-americano de 2000, a sua população era de 1119 habitantes.
Em 2006, foi estimada uma população de 1227, um aumento de 108 (9.7%).

## Geografia
De acordo com o United States Census Bureau tem uma área de
2,2 km², dos quais 2,2 km² cobertos por terra e 0,0 km² cobertos por água. Newburg localiza-se a aproximadamente 265 m acima do nível do mar.

## Localidades na vizinhança
O diagrama seguinte representa as localidades num raio de 16 km ao redor de Newburg.